# تپه گورستان کاکان
تپه قبرستان کاکان در شهرستان بویراحمد، روستای عباسعلی خان واقع شده و این اثر در تاریخ ۱۱ دی ۱۳۸۰ با شمارهٔ ثبت ۴۵۶۵ به‌عنوان یکی از آثار ملی ایران به ثبت رسیده است.